# Hraniční přechod Krzanowice-Rohov
Hraniční přechod Krzanowice-Rohov, polsky Przejście graniczne Krzanowice-Rohov, je česko-polský hraniční přechod. Nachází se na silničním mostě přes Strahovický potok mezi vesnicí Rohov v okrese Opava (Moravskoslezský kraj) a městem Krzanowice ve gmině Krzanowice a okrese Ratiboř (Slezské vojvodství).

## Historie
V období Polské lidové republiky to byl hraniční přechod malého pohraničního styku. Byl zřízen 13. dubna 1960 a zrušen 24. května 1985. Fungoval vždy od 15. března do 30. září v čase 6:00–19:00 hodin. Hraniční a celní kontrolu osob, zboží a dopravních prostředků prováděli na polské straně pohraničníci z oddílu Strażnica WOP Krzanowice.

## Současnost
V současnosti[kdy?] je přechod volně průchozí v rámci schengenského prostoru. K místu vedou z české strany cyklistická trasa 6055 a Svatojakubská cesta - Moravskoslezská trasa a z polské strany další turistické a cyklistické trasy.

## Galerie

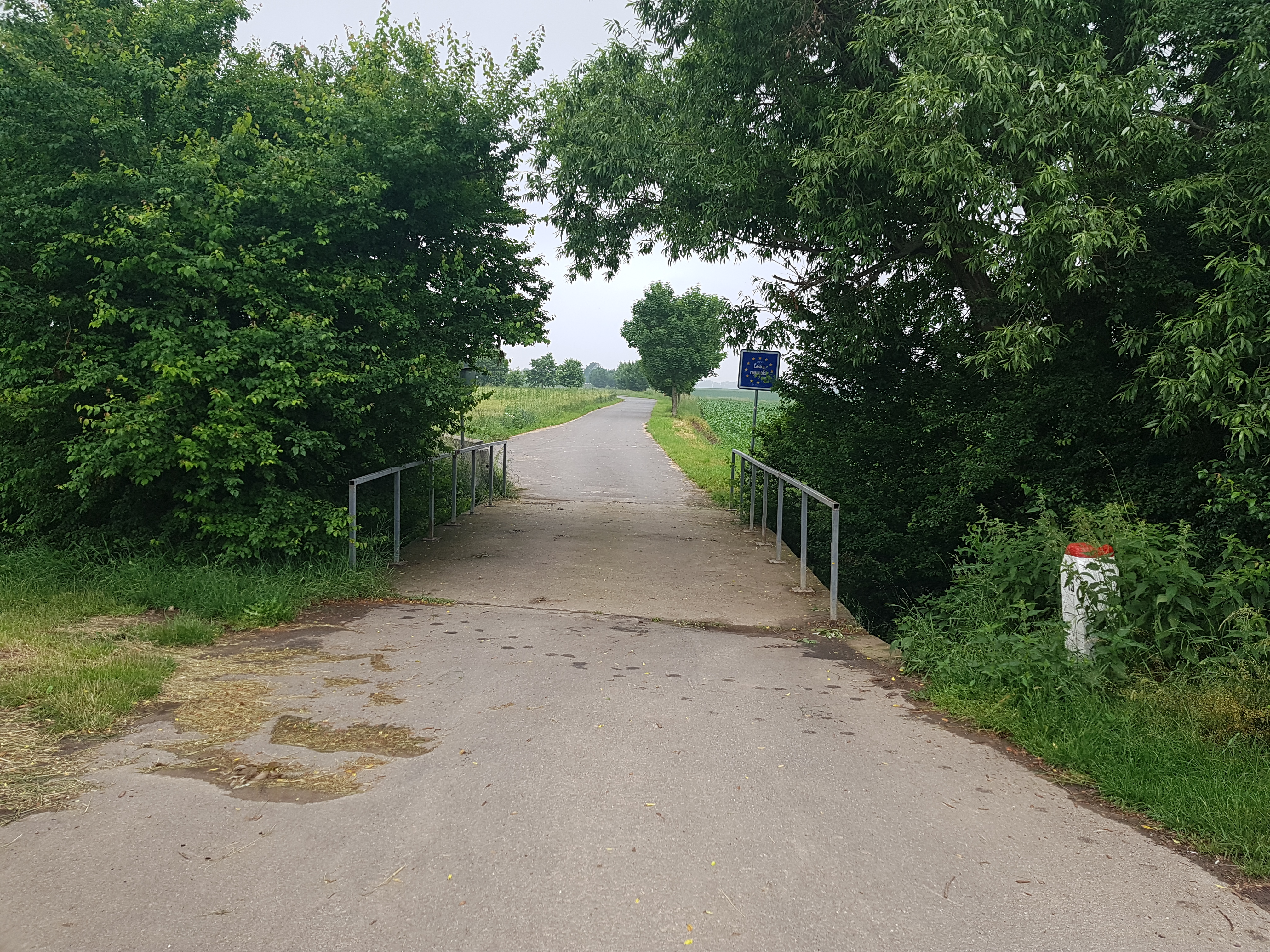
Pohled ze strany Polska (červen 2020)
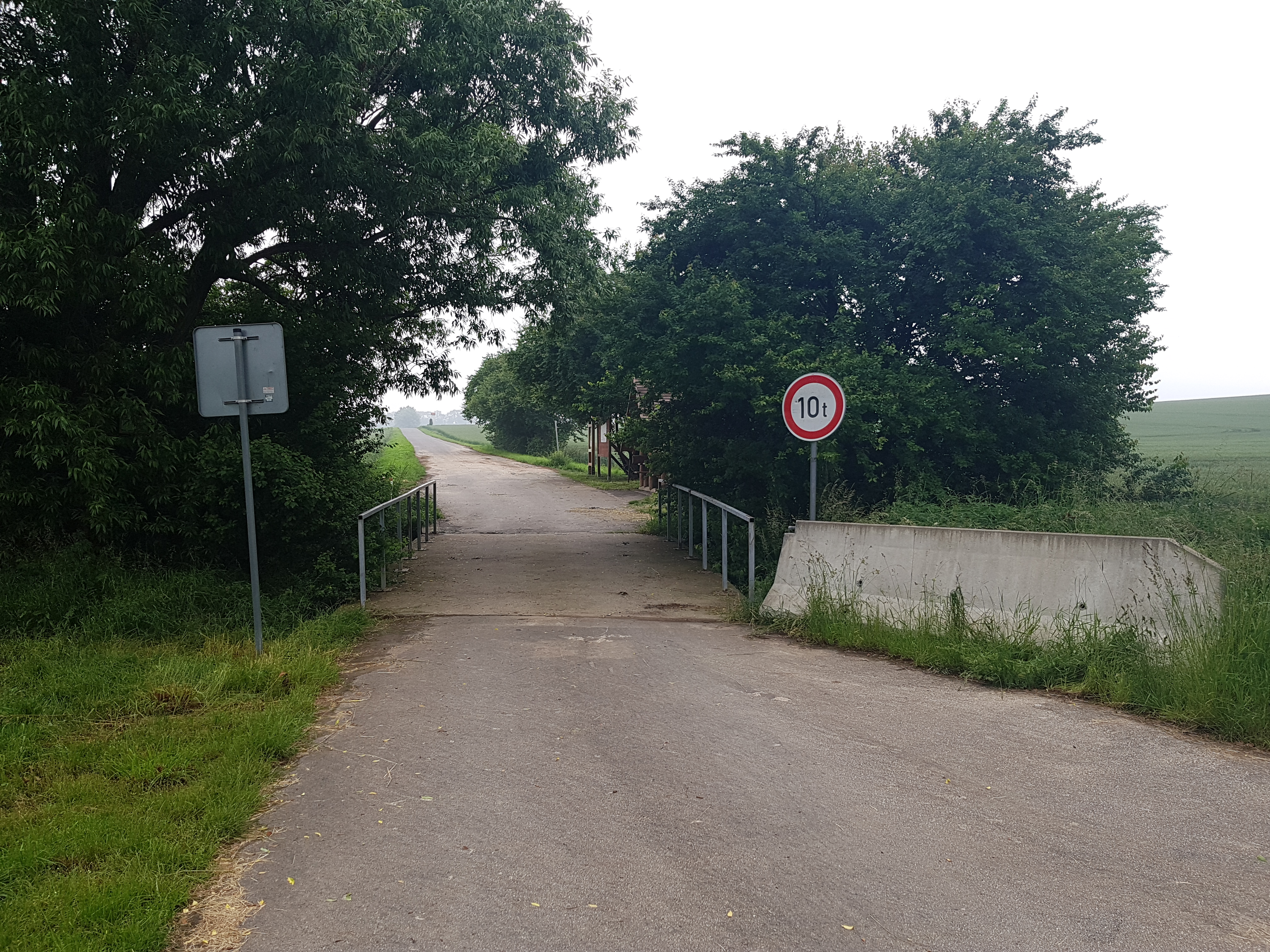
Pohled ze strany České republiky (červen 2020)
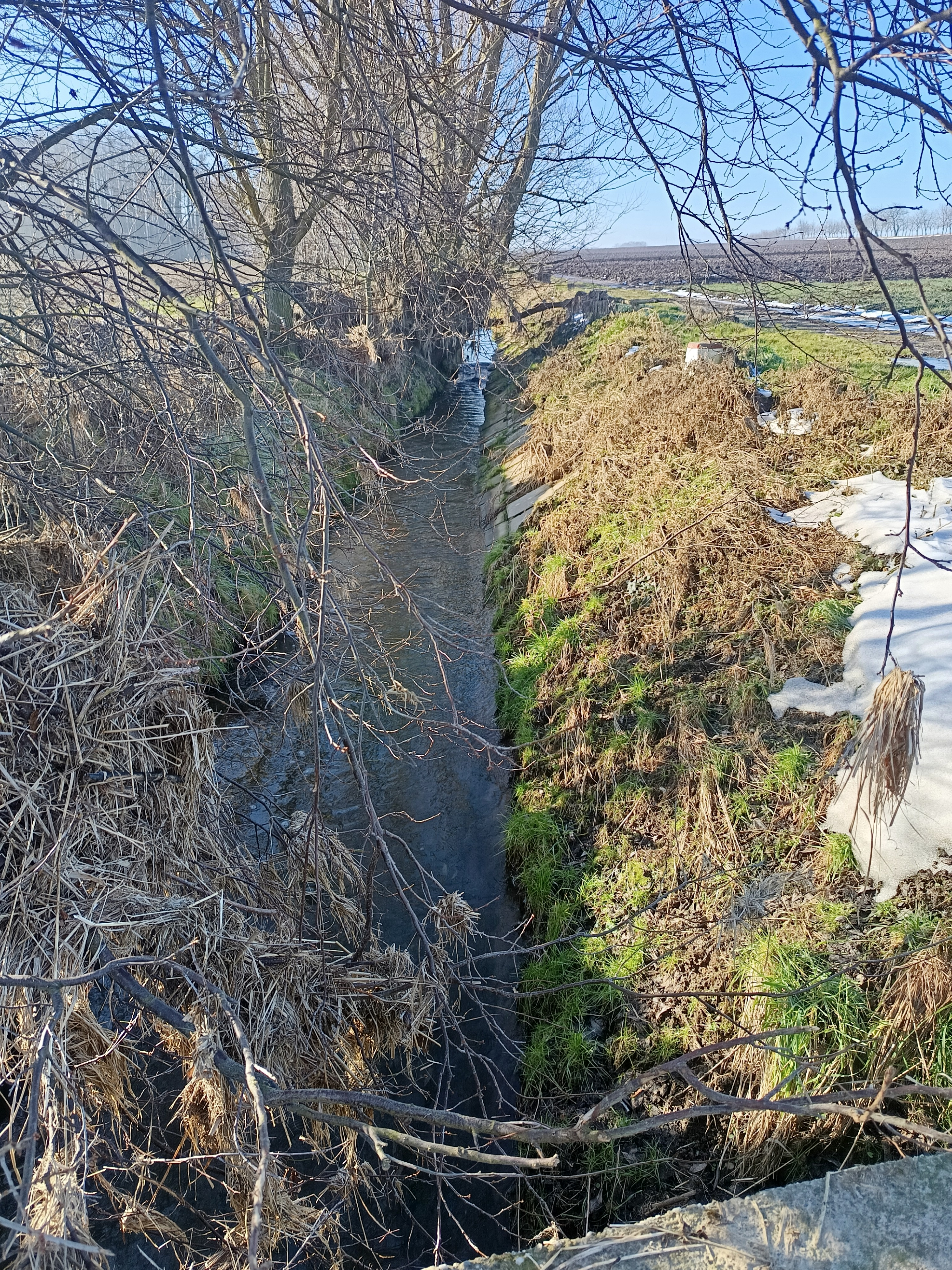
Strahovický potok na hraničním přechodu